# Lasioserica bispinosa
Lasioserica bispinosa är en skalbaggsart som beskrevs av Ahrens och Fabrizi 2009. Lasioserica bispinosa ingår i släktet Lasioserica och familjen Melolonthidae. Inga underarter finns listade i Catalogue of Life.